# Бретонская национальная партия
Бретонская национальная партия — национальная партия в Бретани, существовавшая с 1931 по 1944 год. Партия была расформирована после освобождения Франции во Второй мировой войне из-за сотрудничества с Германией. Партия имела свой флаг и гимн.

## История
Партия сформирована после раскола между федералистами и националистами в Бретонской автономистской партии (PAB) после конгресса в Генгаме в августе 1931 года. После распада PAB федералисты во главе с Морваном Маршалом сформировали Бретонскую федералистскую лигу; националистическая фракция во главе с Олье Мордрелем решила основать новую партию с явно националистической повесткой дня, а именно добиваться независимости Бретани от Франции. Это возродило программу предыдущей Бретонской националистической партии, которая существовала с 1911 по 1914 год. Конгресс состоялся в Ландерно 27 декабря 1931 года. В следующем году активисты во главе с Селестином Лэне взорвали скульптуру в Ренне, олицетворяющую единство Бретани с Францией. Создание этой скульптуры подстегнуло создание предыдущей партии в 1911 году.
На партию повлияли международные идеи Панкельтизма, и стремление к независимости ирландцев в 1921—1922 годах. Из-за связей с Германией партия была запрещена во Франции во время начала Второй мировой войны в 1939 году, но после поражения Франции была возрождена. Во время оккупации Франция PNB создала военизированые отряди, Bagadoù Stourm, под влиянием SA, которые утвердили флаг, похожий на флаг Reichskriegsflagge. Более радикальная нацистская фракция откололась в 1941 году члены которые вошли туда назвали её Бретонское национал-социалистическое рабочее движение.